# 水道山 (桐生市)
水道山（すいどうやま）は、群馬県桐生市にある雷電山・小曾根山・金毘羅山の総称である。

## 概要
桐生市街地の北西部に位置し、宮本町・小曾根町・堤町にまたがる。
雷電山の標高は210メートルで、古くは頂上に雷電宮がまつられ、現在は、日中戦争から太平洋戦争にかけての戦没者をまつった忠霊塔が建立されている。小曾根山は東側旧市街地の小曾根町に由来する呼称であり、住居表示の施行以前まで小曾根山の東斜面は小曾根町に含まれていた。西側の堤町では小曾根山と金毘羅山を合わせて東山と呼んでいる。
雷電山一帯は水道山公園の敷地となっており、山頂付近に展望台がある。小曾根山に隣接して水道山記念館と高区配水池が、金毘羅山に隣接して低区配水池がある。雷電山の南斜面中腹には大川美術館がある。